# Manolo Rodríguez
José Manuel Rodríguez (* 1958 oder 1959 in Mexiko-Stadt), besser bekannt als Manolo Rodríguez, ist ein ehemaliger mexikanischer Fußballspieler auf der Position eines Verteidigers, der in den 1980er Jahren viermal zur Meistermannschaft des Club América gehörte. 

## Laufbahn
Manolo Rodríguez wurde vor der Saison 1979/80 vom Club América verpflichtet, bei dem er bis 1988 unter Vertrag stand und in dieser Zeit viermal die mexikanische Fußballmeisterschaft sowie 1987 auch den CONCACAF Champions‘ Cup gewann. 
In einer unter Anhängern des Club América durchgeführten Umfrage im Jahr 2016 wurde Manolo Rodríguez als einer der besten Verteidiger in der Vereinsgeschichte der Americanistas genannt.
1993, als er gerade beim CF Pachuca unter Vertrag stand, wurde Manolo Rodríguez des Dopings beschuldigt und das Thema ausführlich in den Medien behandelt. Die Tuzos lösten daraufhin den mit ihm bestehenden Vertrag auf und Rodríguez fand auch keine Anstellung mehr bei einem anderen Verein. In dieser für ihn schwierigen Zeit dachte Manolo Rodríguez an Suizid. Um seine Familie weiterhin ernähren zu können, erlernte er den Beruf des Tischlers und Klempners. 
Erst 2001 fand er den Weg ins Fußballgeschäft zurück, als sein langjähriger Verein América ihm das Angebot unterbreitete, als Fußballlehrer in dessen Nachwuchsbereich zu arbeiten. 

## Erfolge
- Mexikanischer Meister: 1983/84, 1984/85, Prode 85, 1987/88
- CONCACAF Champions‘ Cup: 1987